# Microcanus minor
Microcanus minor är en skalbaggsart som först beskrevs av Bates 1885.  Microcanus minor ingår i släktet Microcanus och familjen långhorningar. Inga underarter finns listade i Catalogue of Life.